# Euphorbia hintonii
Euphorbia hintonii es una especie fanerógama perteneciente a la familia de las euforbiáceas.  Es originaria de México.

## Taxonomía
Euphorbia hintonii fue descrita por Louis Cutter Wheeler y publicado en Contributions from the Gray Herbarium of Harvard University 127: 65. 1939.
Etimología
Euphorbia: nombre genérico que deriva del médico griego del rey Juba II de Mauritania (52 a 50 a. C. - 23), Euphorbus, en su honor – o en alusión a su gran vientre –  ya que usaba médicamente Euphorbia resinifera. En 1753 Carlos Linneo asignó el nombre a todo el género.
hintonii: epíteto otorgado  en honor del botánico amateur inglés George Boole Hinton (1882-1942) que vivió y recolectó en México donde descubrió la especie.